# Daiting
Daiting – miejscowość i gmina w Niemczech, w kraju związkowym Bawaria, w rejencji Szwabia, w regionie Augsburg, w powiecie Donau-Ries, wchodzi w skład wspólnoty administracyjnej Monheim. Leży na Wyżynie Frankońskiej, na terenie Parku Natury Dolina Altmühl, około 12 km na północny wschód od Donauwörth.

## Dzielnice
W skład gminy wchodzą następujące dzielnice:
- Daiting
- Unterbuch
- Natterholz
- Reichertswies
- Hochfeld

## Polityka
Wójtem gminy jest Johann Roßkopf, rada gminy składa się z 8 osób.
|      | FWV | FWVG | FWV Natterholz | Razem |
| 2008 | 5   | 1    | 2              | 8     |
| 2002 | 4   | 3    | 1              | 8     |